# コルンタール＝ミュンヒンゲン
コルンタール＝ミュンヒンゲン (ドイツ語: Korntal-Münchingen) は、ドイツ連邦共和国バーデン＝ヴュルテンベルク州シュトゥットガルト行政管区のルートヴィヒスブルク郡に属す市である。この街は、シュトゥットガルト地域（1992年まではミットレラー・ネッカー地域）およびシュトゥットガルト大都市圏に含まれる。

## 地理

### 位置
コルンタール＝ミュンヒンゲンは、シュトローゴイの高度 285 m から 405 m に位置する。州都シュトゥットガルトの北西に直接境を接している。
コルンタールとシュトゥットガルトのヴァイルイムドルフ市区との間の市境は密集した住宅地の中を通っている。リーゲニッツァー通りのコルンタール駅の南を通るリーゲンツァー通りの北側（奇数番地）の家はコルンタール市（郵便番号 70825）に、南側（偶数番地）の家はシュトゥットガルト市（郵便番号 70499）に属す。

### 市の構成
コルンタール＝ミュンヒンゲン市は、コルンタール市とミュンヒンゲン町が合併して成立した街で、コルンタール、ミュンヒンゲン、カレンベルクの3つの市区（シュタットタイル）からなる。公式な市区名の表記は、「コルンタール＝ミュンヒンゲン、シュタットタイル・コルンタール」、「コルンタール＝ミュンヒンゲン、シュタットタイル・ミュンヒンゲン」、「コルンタール＝ミュンヒンゲン、シュタットタイル・カレンベルク」である。旧コルンタール市に属していたのはコルンタール、旧ミュンヒンゲン町に属していたのはミュンヒンゲン、カレンベルク、ホーフグート・マウアー、およびビルカハ地区、ラインフェルデン地区、ルーゲルベルク地区、グレムスミューレ地区である。

### 隣接する市町村
コルンタール＝ミュンヒンゲン市は、東から時計回りに、シュトゥットガルト（シュタムハイム、ノイヴィルツハウス、ツッフェンハウゼン、ヴァイルイムドルフ市区）、ディッツィンゲン（中核市区、ヒルシュランデン市区、ディッツィンゲン市区）、ヘンミンゲン、シュヴィーバーディンゲン、メークリンゲンと境を接している。郡独立市の州都シュトゥットガルトを除き、いずれもルートヴィヒスブルク郡に属す。

### 土地利用
| 土地用途別面積     | 面積 (km2) | 占有率 |
| ------------------ | ---------- | ------ |
| 住宅地および空き地 | 0.66       | 5.4 %  |
| 産業用地           | 0.39       | 3.2 %  |
| レジャー用地       | 0.10       | 0.8 %  |
| 交通用地           | 0.79       | 6.4 %  |
| 農業用地           | 8.04       | 65.2 % |
| 森林               | 1.96       | 15.9 % |
| 水域               | 0.03       | 0.3 %  |
| その他の用地       | 0.37       | 3.0 %  |
| 合計               | 12.34      |        |

州統計局の2018年現在のデータによる。

## 歴史
本市の前身となった自治体コルンタールとミュンヒンゲンは、ナチ時代のヴュルテンベルクの行政改革により1938年に、新設されたレオンベルク郡に属した。この郡は旧オーバーアムト・レオンベルクに由来する。この街は1945年にアメリカ管理地区の一部となり、これにより新設されたヴュルテンベルク＝バーデン州に属した。1952年にこの州から現在のバーデン＝ヴュルテンベルク州が成立した。1973年のバーデン＝ヴュルテンベルク州の郡の再編により、コンルンタールとミュンヒンゲンはルートヴィヒスブルク郡に属すこととなった。
現在のコルンタール＝ミュンヒンゲン市は1975年1月1日に、バーデン＝ヴュルテンベルク州の市町村再編に伴いコルンタール市とミュンヒンゲン町が合併して、新市コルンタール＝ミュンヒンゲンとして成立した。1986年にジュート通りが部分バイパス道路として運用開始された。1998年にリンヴィーゼン産業地区が、1999年にリュールベルクII住宅地が開発された。

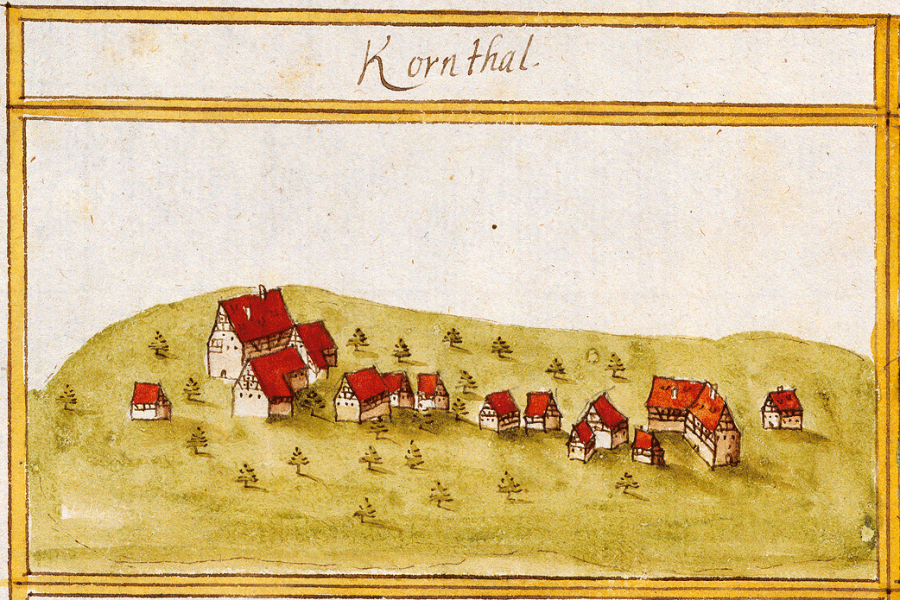
アンドレアス・キーザーが描いた1682年頃のコルンタール

### コルンタール
コルンタールは、1297年にジンデルフィンゲン聖堂参事会の規則に初めて記述されている。コルンタールは、1819年まで騎士領であり、ヴュルテンベルクのオーバーアムト・レオンベルクの「ヴァイル・イム・ドルフ」（現在のシュトゥットガルト＝ヴァイルイムドルフ）に属していた。コルンタール教区は、1819年に福音主義コルンタール兄弟団によって兄弟信仰団として組織された。大きなホールの建設に伴い、ヴュルテンベルク王ヴィルヘルム1世は、すべての住民が兄弟団の成員でなければならないという条項を含む特権をこの宗教団体に授けた。この規則は1871年のドイツ国建国により失効し、1919年のヴァイマル憲法によって最終的に廃棄された。
1698年に鉄道網（シュヴァルツヴァルト鉄道ツッフェンハウゼン - カルフ線）に接続した。1919年の憲法発効により、この街は都市の特権を失った。1958年6月30日にコルンタールは市に昇格した。

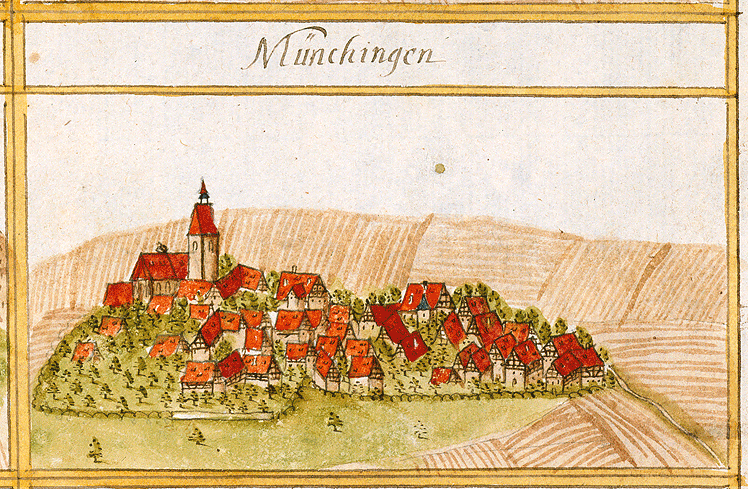
アンドレアス・キーザーが描いた1682年頃のミュンヒンゲン

### ミュンヒンゲン
ミュンヒンゲンは、1130年にツヴィーファルター年代記に初めて記録されており、1336年にアスペルク伯ウルリヒの息子達によってヴュルテンベルク伯ウルリヒに譲渡された。ミニステリアーレ一門のミュンヒンゲン家は、1157年からこのレーエンの統治者として確認されている。エスリンゲンのカタリーネン病院の農園が1278年から建設された。グレムスミューレ（水車）は「ミュンヒンガー・ミューレ」として1381年に記述されている。1558年にミュンヒンガー古城が建設された。新城館は1735年に建設された。町は1448年からヴュルテンベルクのアムト・グリューニンゲンに編入された。
三十年戦争の間、1643年に町の中心部の大部分が破壊された。1599年に建設された町役場は1687年に再建され、福音主義ヨハネス教会は1645年から1650年に新たに建設された。新しい校舎は1645年に建設され、1743年と1744年に再建されている。ミュンヒンゲンは1718年にアムト・ルートヴィヒスブルクに移された。1733年にレギーナ・カタリーナ・フォン・ミュンヒンゲンは、城館をアウグスト・フリードリヒ・フォン・ハルリングに売却した。ヴュルテンベルク王国の新行政制度の発効に伴い、この町は1810年から1812年までオーバーアムト・レオンベルクに属した。ミュンヒンゲンは、1906年にシュトローゴイ鉄道によって鉄道網に接続した。この鉄道は現在、コルンタールからヴァイサハに至る単線・ディーゼル運行のローカル線である。1920年にカレンベルク地区の入植が始まった。1997年と2006年に町の中心部の再開発が行われた。

## 行政

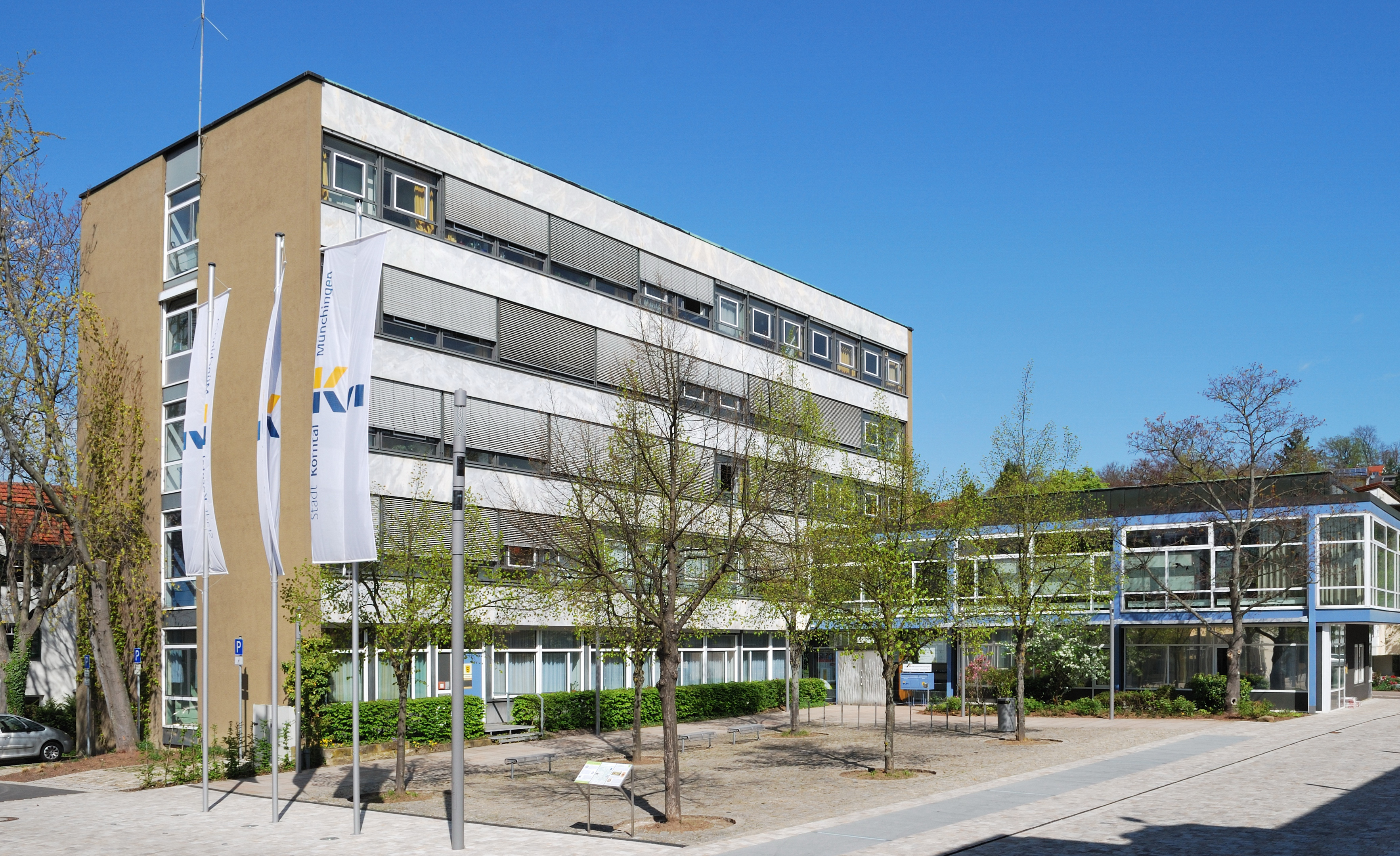
コルンタール＝ミュンヒンゲン市庁舎

コルンタール＝ミュンヒンゲン市の行政は、バーデン＝ヴュルテンベルク州市町村法の基本条項に基づいている。行政組織は、議会と首長である。

### 議会
コルンタール＝ミュンヒンゲン市の市議会議員は22議席である。市議会は、選出された名誉職の議員と、議長を務める市長で構成される。市長は市議会において投票権を有している。

### 市長
市長は専任の役職で、市民の直接選挙で8年ごとに選出される。その職責は、市議会の議長と行政の指導である。2020年5月現在の市長はヨアヒム・ヴォルフである。彼は2007年4月29日の市長選挙で5人の対立候補を相手に 59.36 % の票を獲得して当選した。ヨアヒム・ヴォルフは2015年4月26日に 89.6 % の支持票を得て、市長に再選された。

### 紋章と旗
市の紋章は青地に端まで貫く銀の十字。これに重ねて金の掛け金具。市の旗は黄 - 青である。紋章と旗は1977年2月28日に認可された。市の紋章は、2つの地区の紋章の意匠を取り込んでいる。十字はコルンタールの紋章に由来し、掛け金具はミュンヒンゲンの紋章から採用された。

### 姉妹都市
- ミランド（フランス、ジェール県）
- テュビーズ（フランス語版、英語版）（ベルギー、ブラバン・ワロン州）

これら2つの都市との姉妹都市関係は、かつて独立していたコルンタール市との間で始まったものである。

## 経済と社会資本

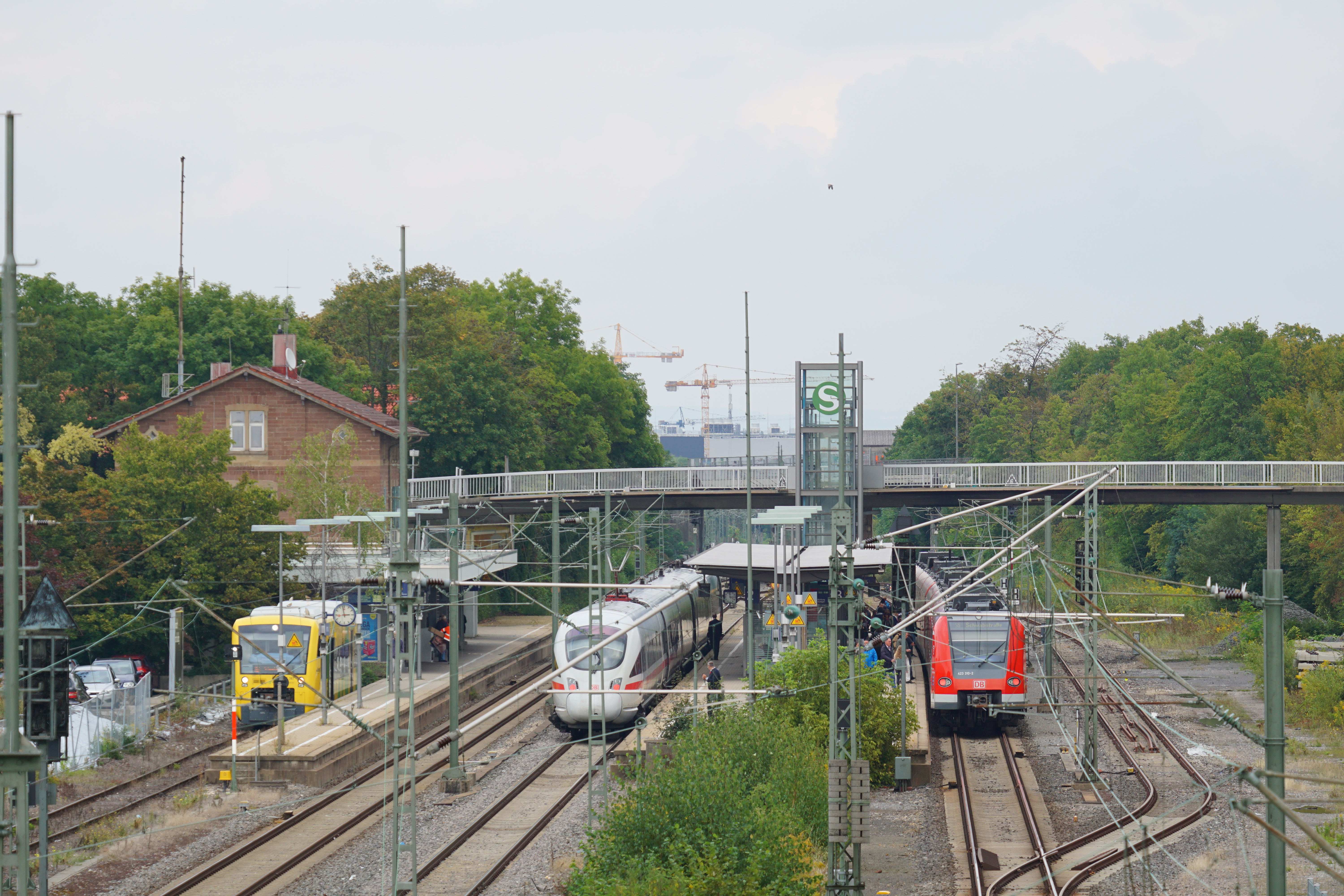
コルンタール駅。左端の黄色い車両がシュトローゴイ鉄道、中央がシュヴァルツヴァルト鉄道である。

シュトゥットガルトSバーン S6号線が運行しているシュヴァルツヴァルト鉄道（ヴァイル・デア・シュタット - レオンベルク - コルンタール - ミュンヒンゲン - シュトゥットガルト）とS60号線（ベーブリンゲン - レンニンゲン - レオンベルク - コルンタール - ミュンヒンゲン - シュトゥットガルト）によってコルンタールは、コルンタール駅を介してシュトゥットガルトSバーン網に接続している。コルンタールもミュンヒンゲンもシュトローゴイ鉄道沿線に位置している。
コルンタール＝ミュンヒンゲンは、連邦道 B10号線やアウトバーン A81号線を介して広域道路網に接続している。ミュンヒンゲン市区内に A81号線のシュトゥットガルト＝ツッフェンハウゼン・インターチェンジが存在する。
シュトゥットガルト国際空港は、約 30 km 離れたラインフェルデン＝エヒターディンゲンにある。

### 教育

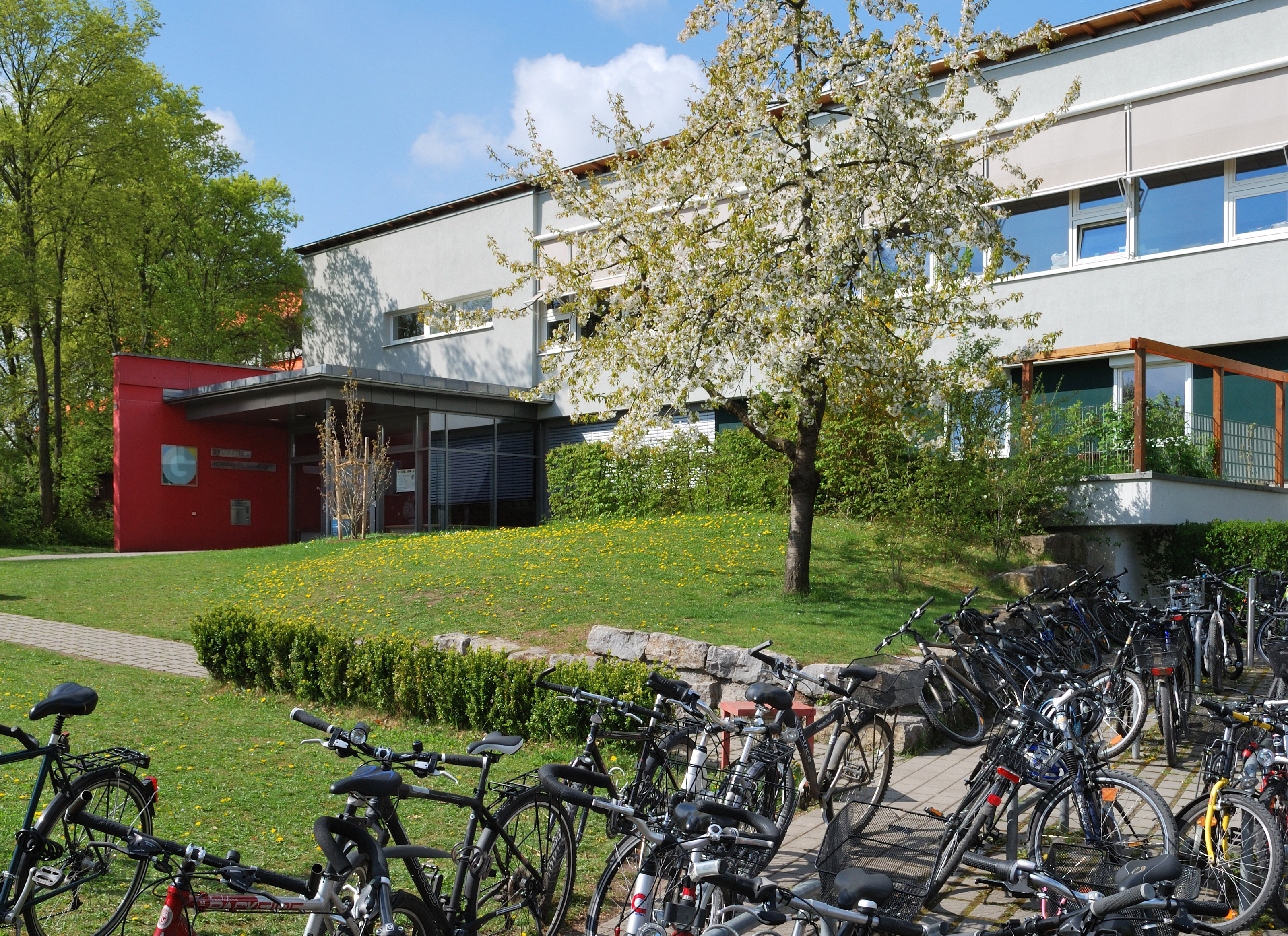
ギムナジウム・コルンタール＝ミュンヒンゲン

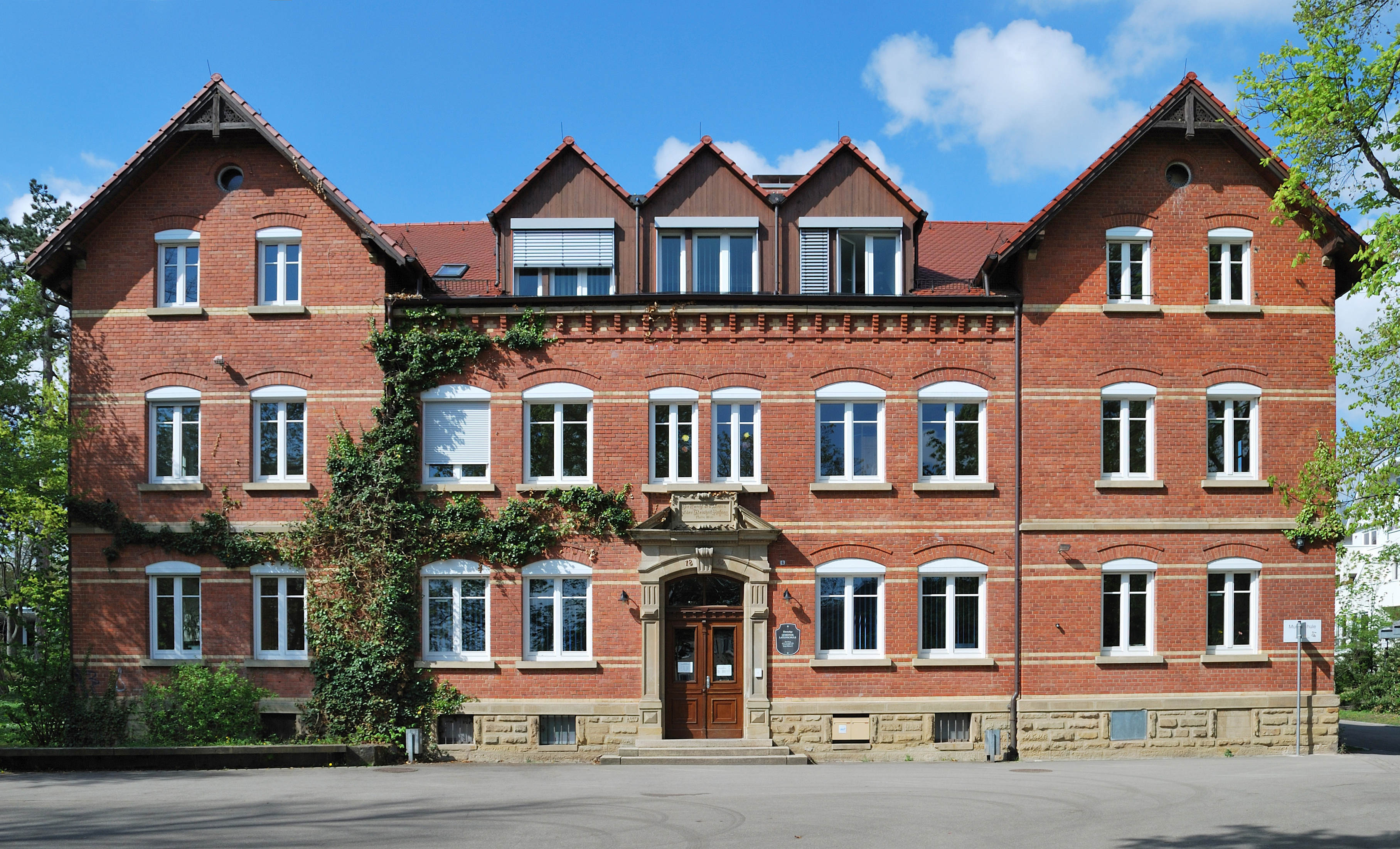
コルンタールの旧ラテン語学校。現在は市民大学と音楽学校が入居している。

#### 学校
以下の学校がある。
一般教育:
- コルンタール市区
  - ギムナジウム: ギムナジウム・コルンタール＝ミュンヒンゲン
  - 実科学校: コルンタール＝ミュンヒンゲン実科学校
  - 基礎課程学校: タイヒヴィーゼンシューレ、自由福音主義学校シュトローゴイ
- ミュンヒンゲン市区
  - 基礎課程学校: フラッティヒシューレ
  - 養護学校: シュトローゴイシューレ

その他の学校: 
- ヨハネス＝クレン＝シューレ、福音主義兄弟団奉仕団 gGmbH が運営する、基礎課程、本課程、養護課程を持つ教育支援学校
- コルンタール＝ミュンヒンゲン市民大学
- コルンタール＝ミュンヒンゲン音楽学校
- 在宅介護のための福音主義職業専門学校
- AWM (Akademie Welt Mission)

#### 幼稚園
幼稚園は以下がある。
- コルンタール市区: 市立 3園、教会運営 4園、その他 1園
- ミュンヒンゲン市区: 市立 3園、教会運営 1園、その他 2園
- カレンベルク市区: 市立 1園

この他に託児所が2か所ある。

### 消防
コルンタール＝ミュンヒンゲンの消防団は、2つの分団（コルンタールとミュンヒンゲン）、地区限定青年消防団、シニア隊からなる。2つの分団の定員はそれぞれ 54人である。各分隊は消防車と緊急搬送車両を有している。

### 地元企業
ファロ・ヨーロッパ GmbH はコルンタール＝ミュンヒンゲンに本社を置いている。この企業は、ポータブル 3D-測定装置を製造している。ルートヴィヒスブルク郡貯蓄銀行は、コルンタールとミュンヒンゲンにそれぞれ支店を置いている。両支店はディッツィンゲン地域管区に属している。

### ライフライン

#### 電力・ガス供給
電力網およびガス網の所有者は、ゲルリンゲン市とコルンタール＝ミュンヒンゲン市との共同出資によるシュトローゴイ・エネルギー供給 GmbH & Co. KG および ネッツェ BW GmbH である。

#### 上水道
コルンタール＝ミュンヒンゲンは、目的連合シュトローゴイ水供給から市内に供給する水を引いている。この会社は、ボーデン湖水供給会社とランデス水供給社から水を提供されている。
コルンタール市区のルートヴィヒスブルガー通りの北側とマルティン＝ルター通りの西側では、ランデス水供給社の水が供給されている。南と東ではボーデン湖水供給会社の水である。
ミュンヒンゲン市区では、中心部にはランデス水供給社の水が供給されている。ジーメンス通り/コルンヴェストハイム産業地区とカレンベルク市区にはボーデン湖水供給会社の水が供給されている。

#### 下水道
地理的な位置や地形条件に基づき、コルンタール＝ミュンヒンゲン市の排水は、いくつかの汚水処理場を介して行われている。
コルンタール市区の排水は、大部分がシュトゥットガルト＝ミュールハウゼンのシュトゥットガルト市排水 (SES) のメイン汚水処理場で浄化される。浄化された水はネッカー川に放出される。一部は、やはり SES が運営するディッツィンゲン・グループ汚水処理場で処理される。ここで浄化された水はグレムス川に排出される。
ミュンヒンゲン市区とカレンベルク市区の排水は、目的連合タールハウゼン・グループ汚水処理場で処理される。タールハウゼン汚水処理場は、マルクグレーニンゲンに属すターハウゼン小集落の外れに位置している。浄化された水はグレムス川に排出される。

#### 塵芥処理
塵芥処理は、ルートヴィヒスブルク郡の 100 % 子会社のルートヴィヒスブルク郡塵芥処理会社 (AVL) が行っている。AVLは、ルートヴィヒスブルク郡の委託を受けてゴミの削減、再利用、廃棄といった処理を行っている。

## 文化と見所

### 自然
コルンタール＝ミュンヒンゲン市内で、2018年の初めに2歳の雄オオカミが見つかった。これは、シュトゥットガルト広域都市圏で数十年ぶりに存在が確認されたオオカミであった。

### 見所
ミュンヒンゲン:
- ミュンヒンゲンのヨハネス教会

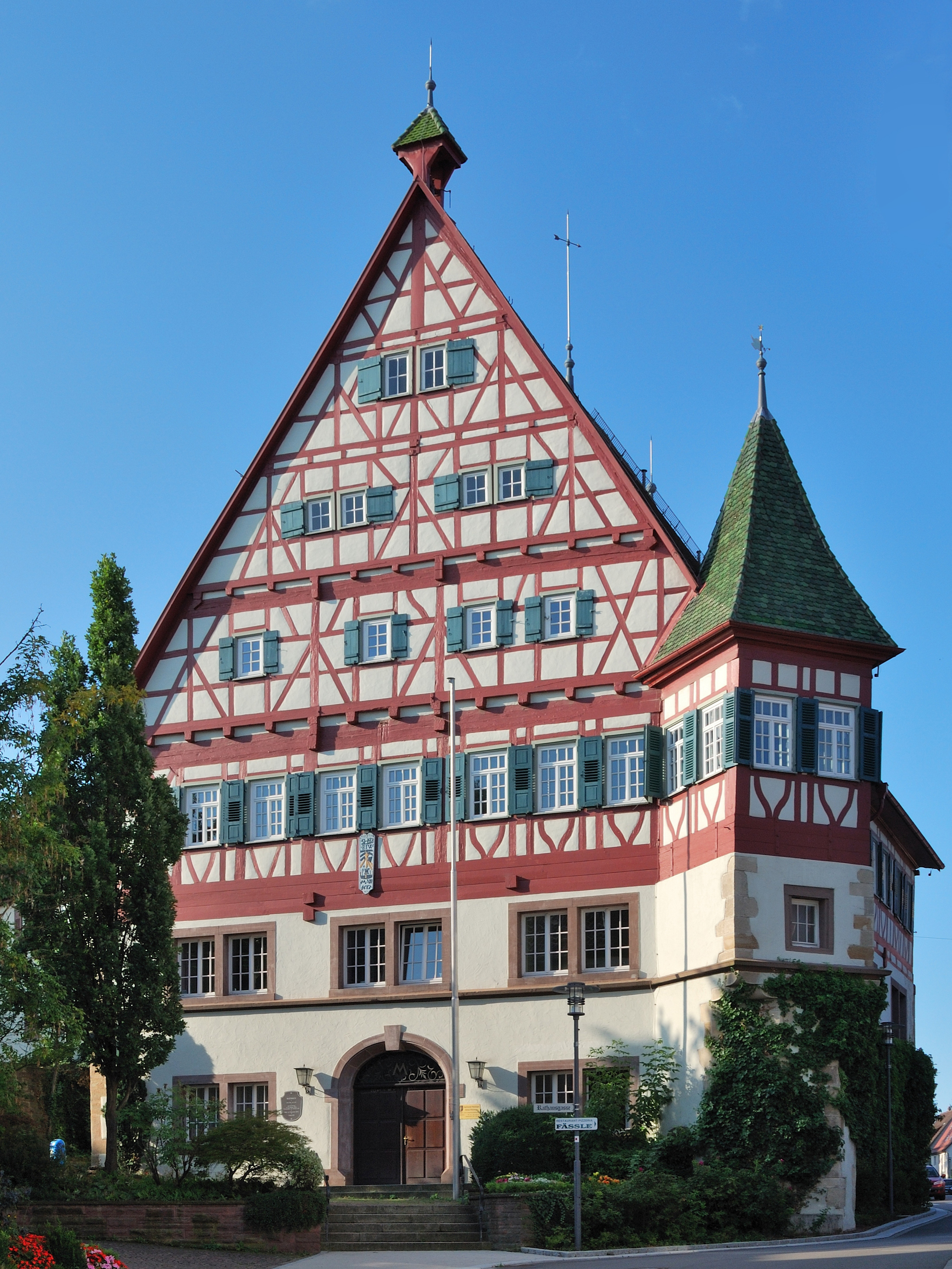
ミュンヒンゲン町役場

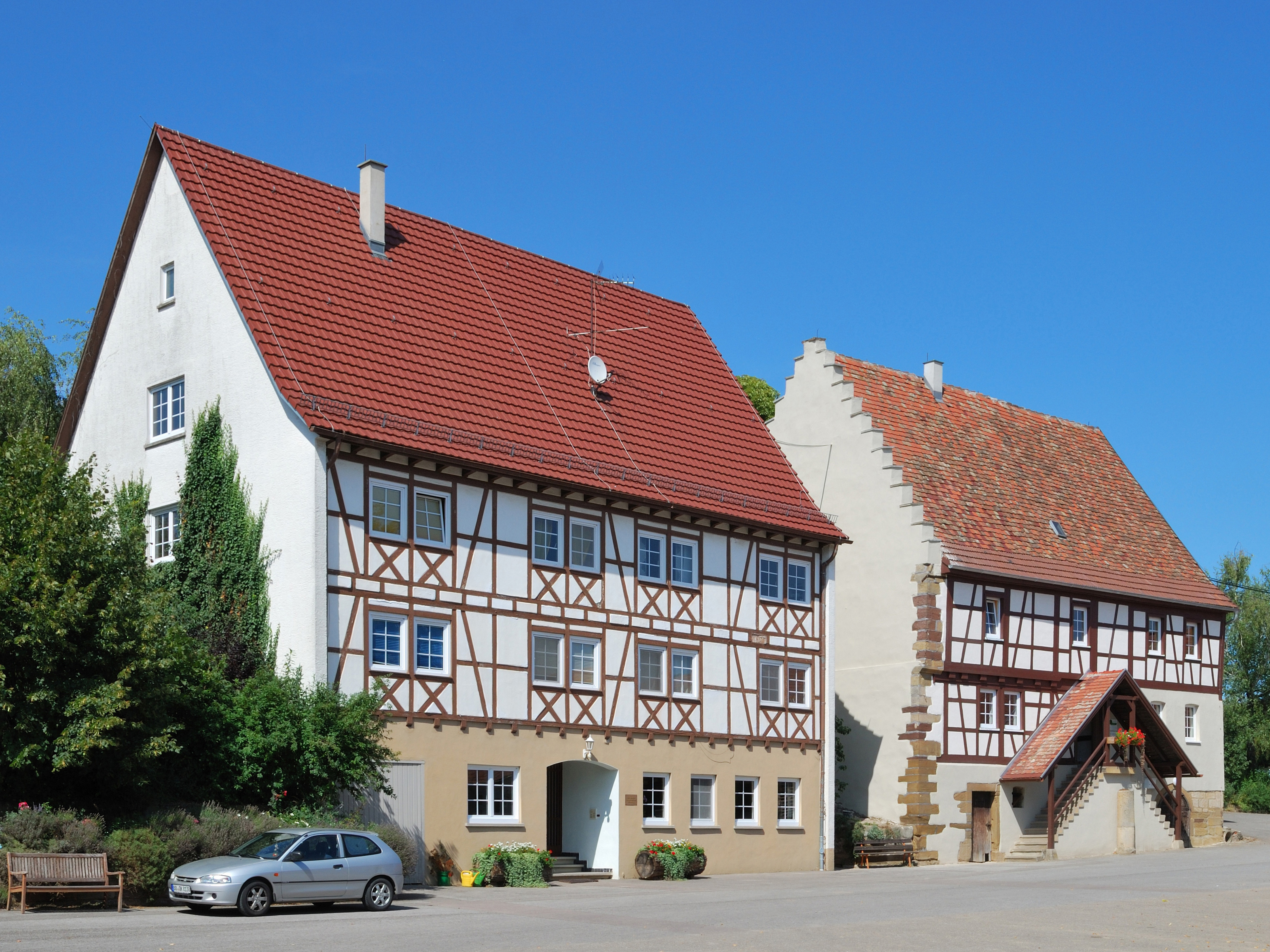
ホーフグート・マウアーの木組み建築

- ミュンヒンゲンアルテス・シュロス（古い城館）
- ミュンヒンゲン郷土博物館
- ミュンヒンゲン町役場
- シュピタルホーフ・ミュンヒンゲン

コルンタール:
- コルンタール市立ホール
- コルンタールのヨハネス教会
- コルンタールのクリストゥス教会
- コルンタール兄弟団の大礼拝堂

その他:
- コルンタール＝ミュンヒンゲン芸術協会
- シュトローゴイ鉄道路線の保存鉄道「フォイリガー・エリアス」
- 風力発電施設がある丘「グリューナー・ハイナー」（自然保護区）
- ホーフグート・マウアー

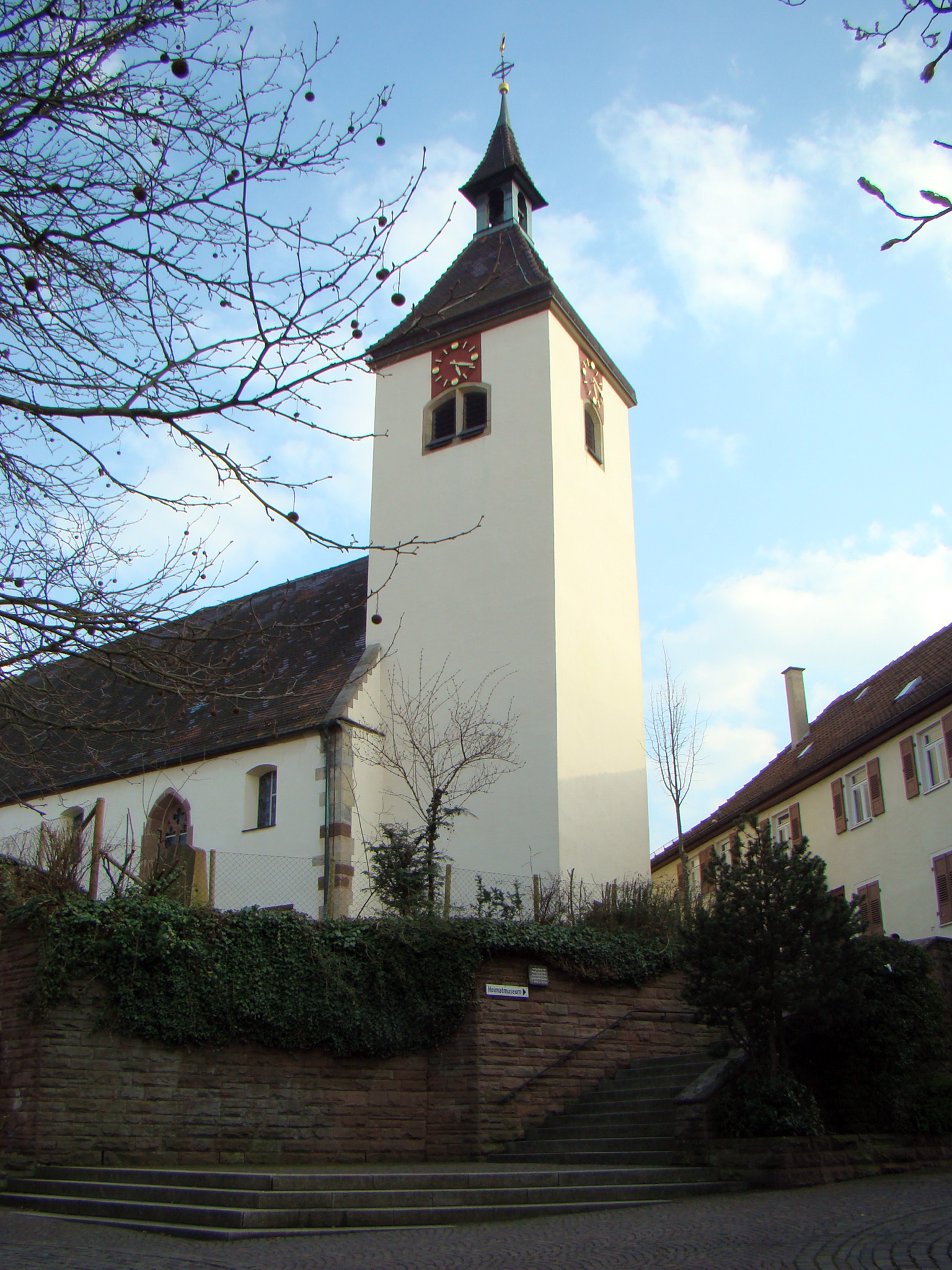
ミュンヒンゲンのヨハネス教会
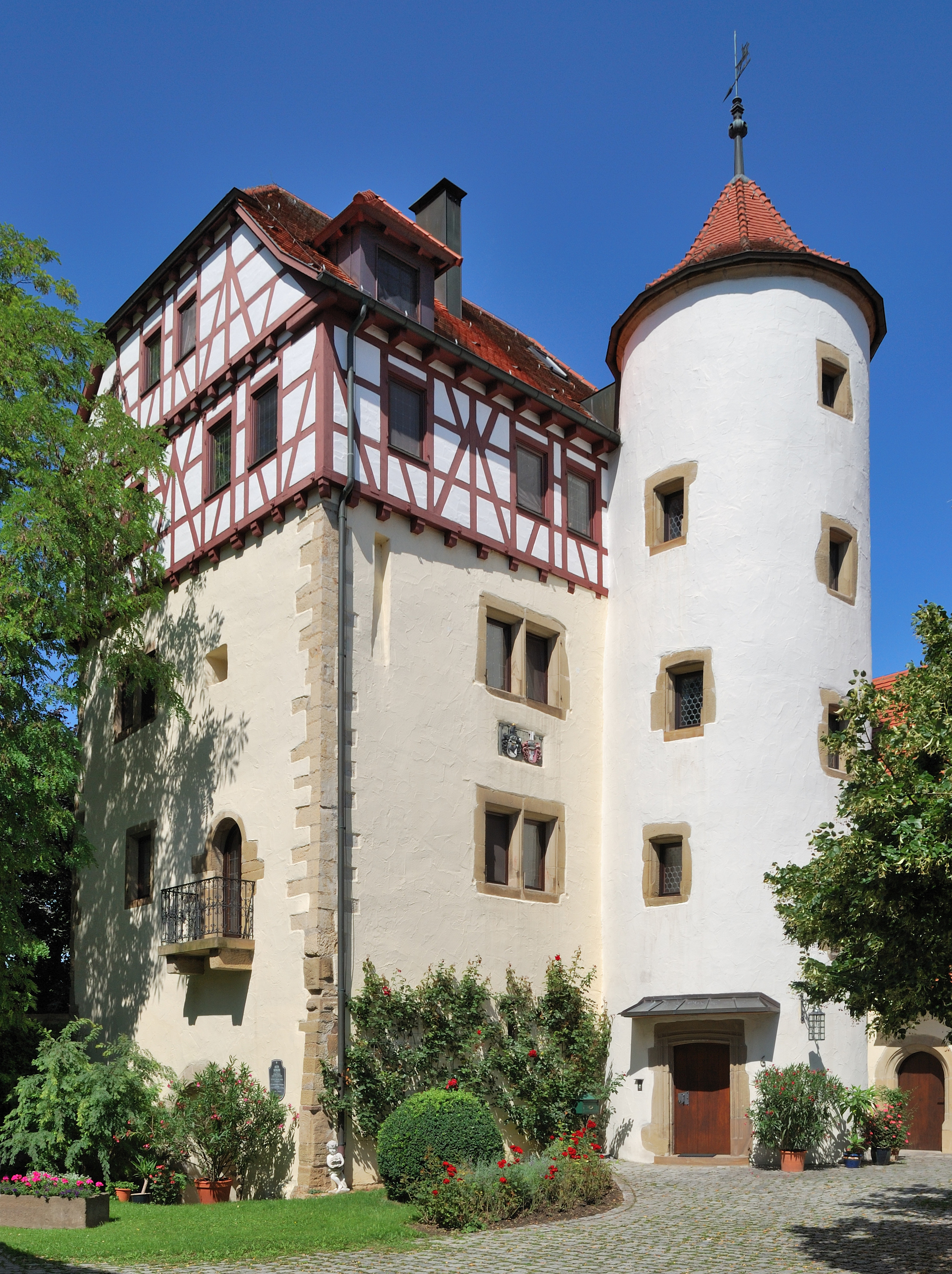
ミュンヒンゲンのアルテス・シュロス
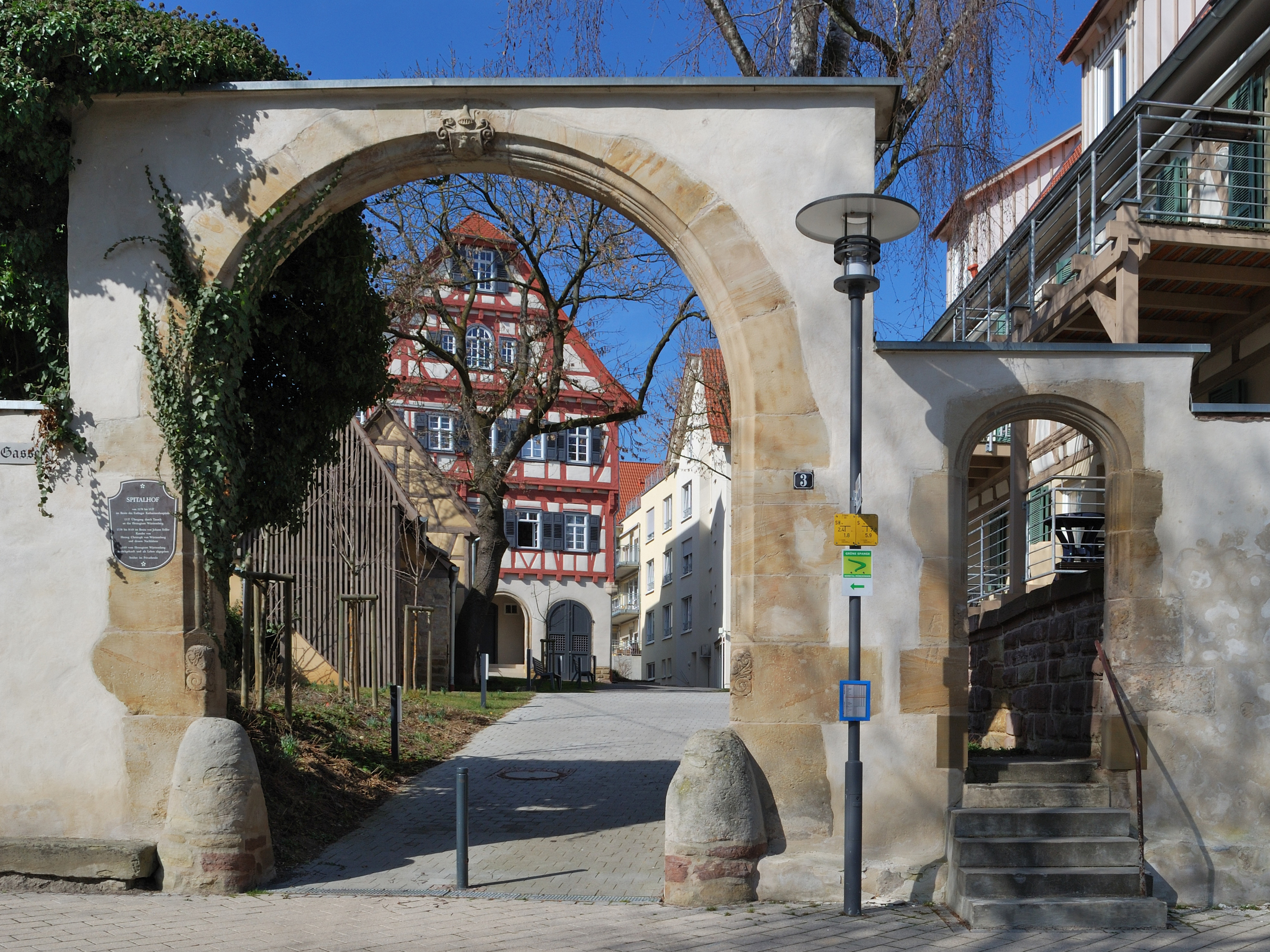
ミュンヒンゲンのシュピタールホーフ・ミュンヒンゲン
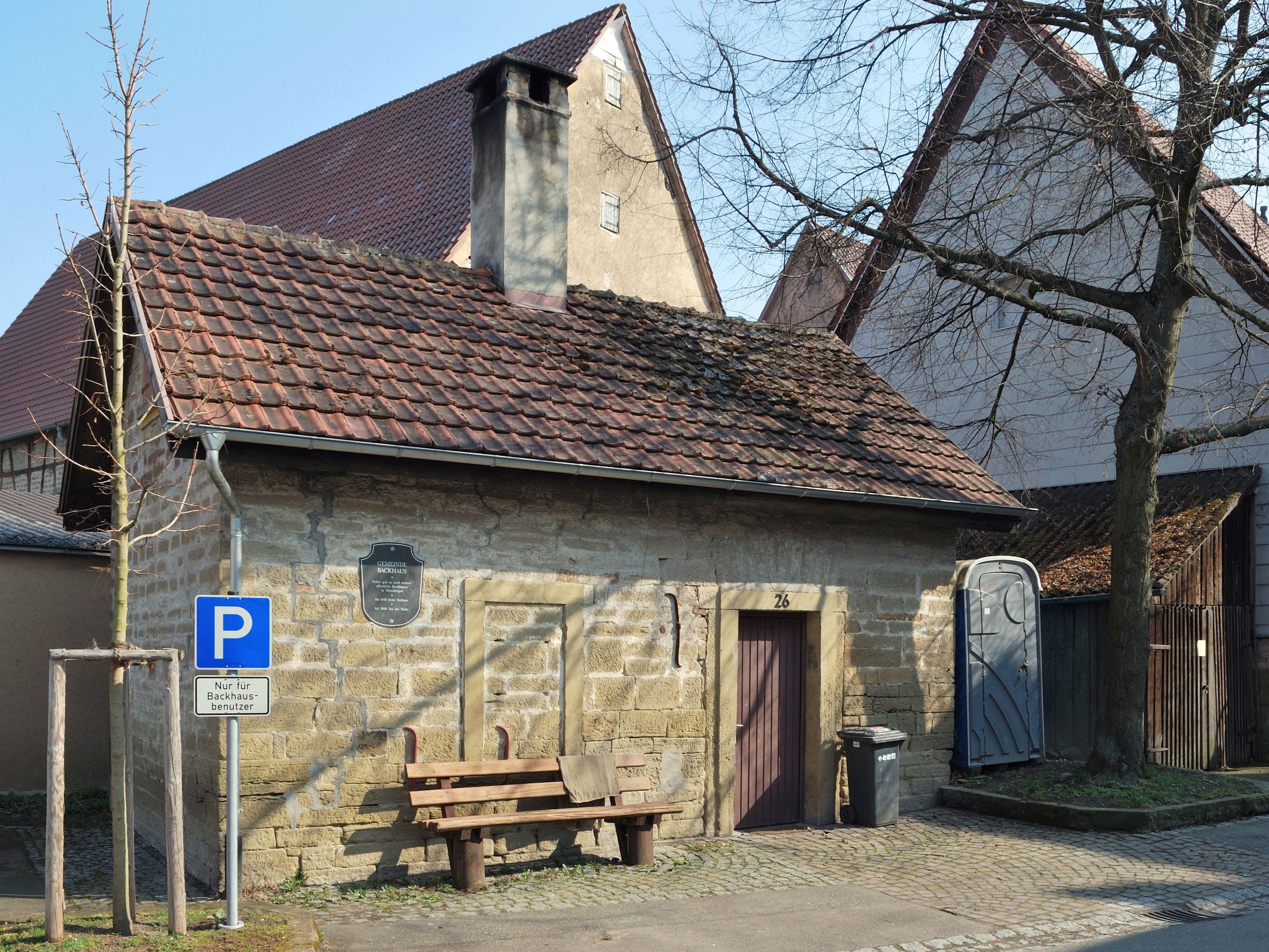
ミュンヒンゲンの共同のパン焼き小屋
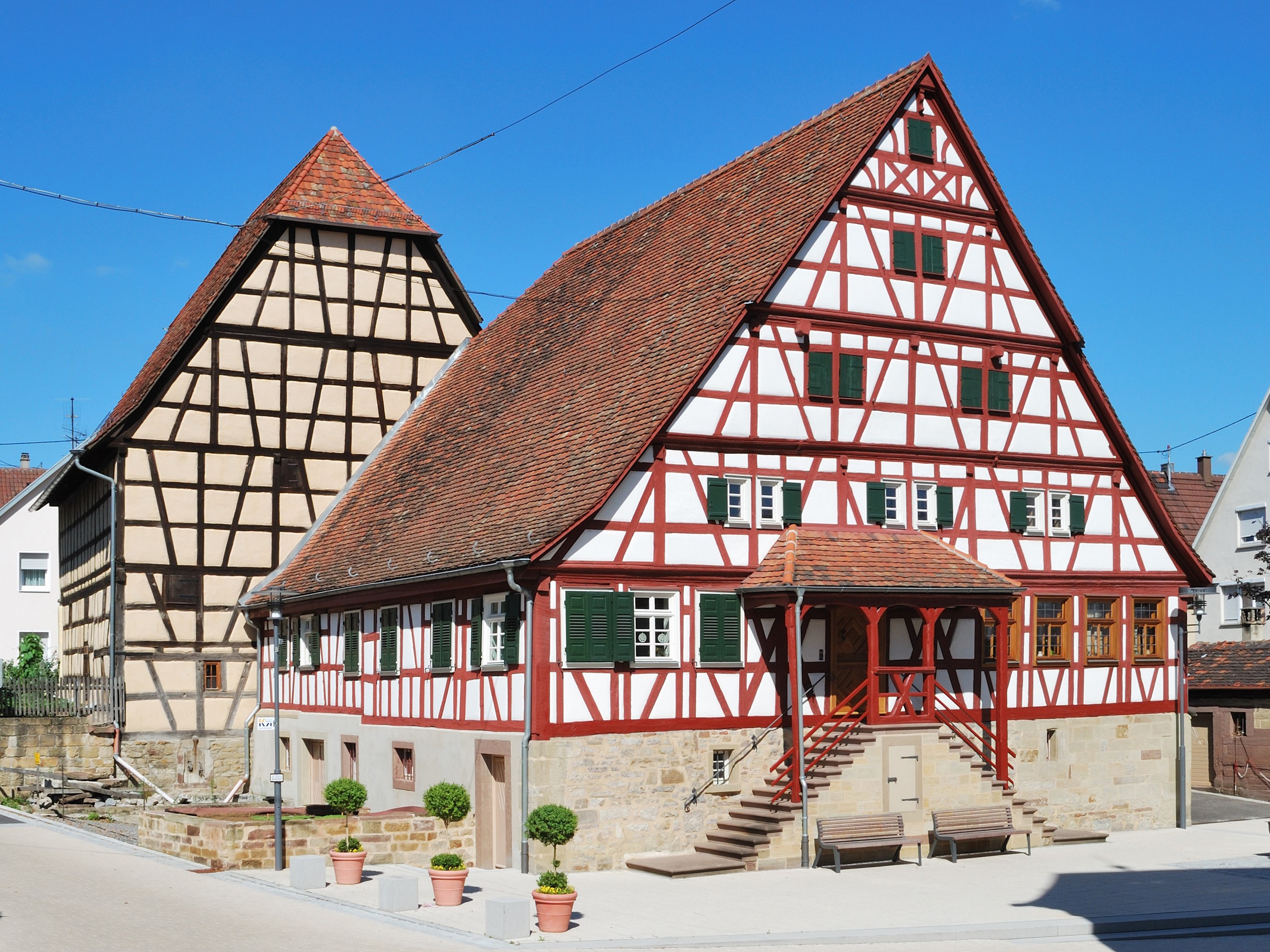
ミュンヒンゲンの木組みの家
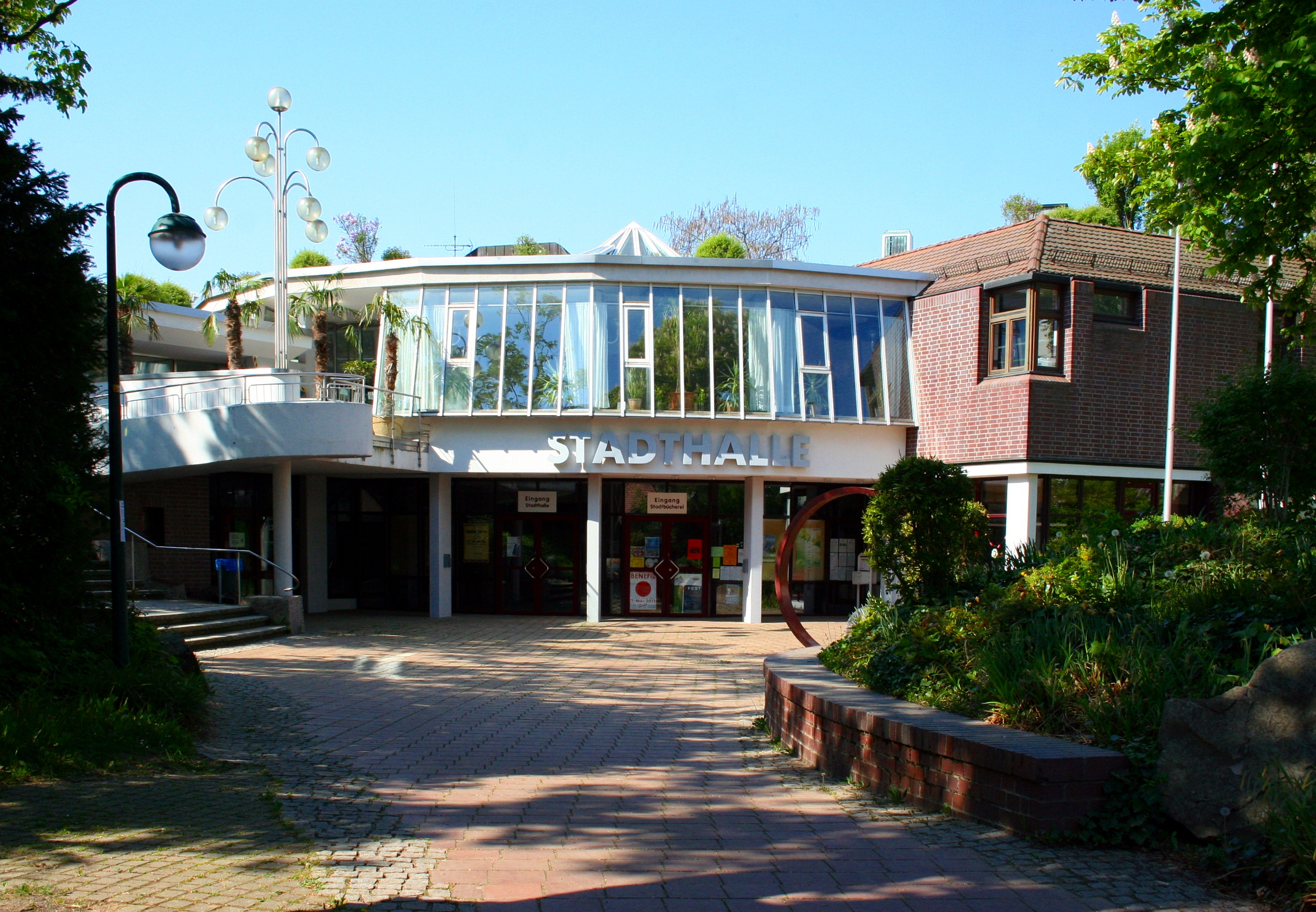
コルンタールの市民ホール
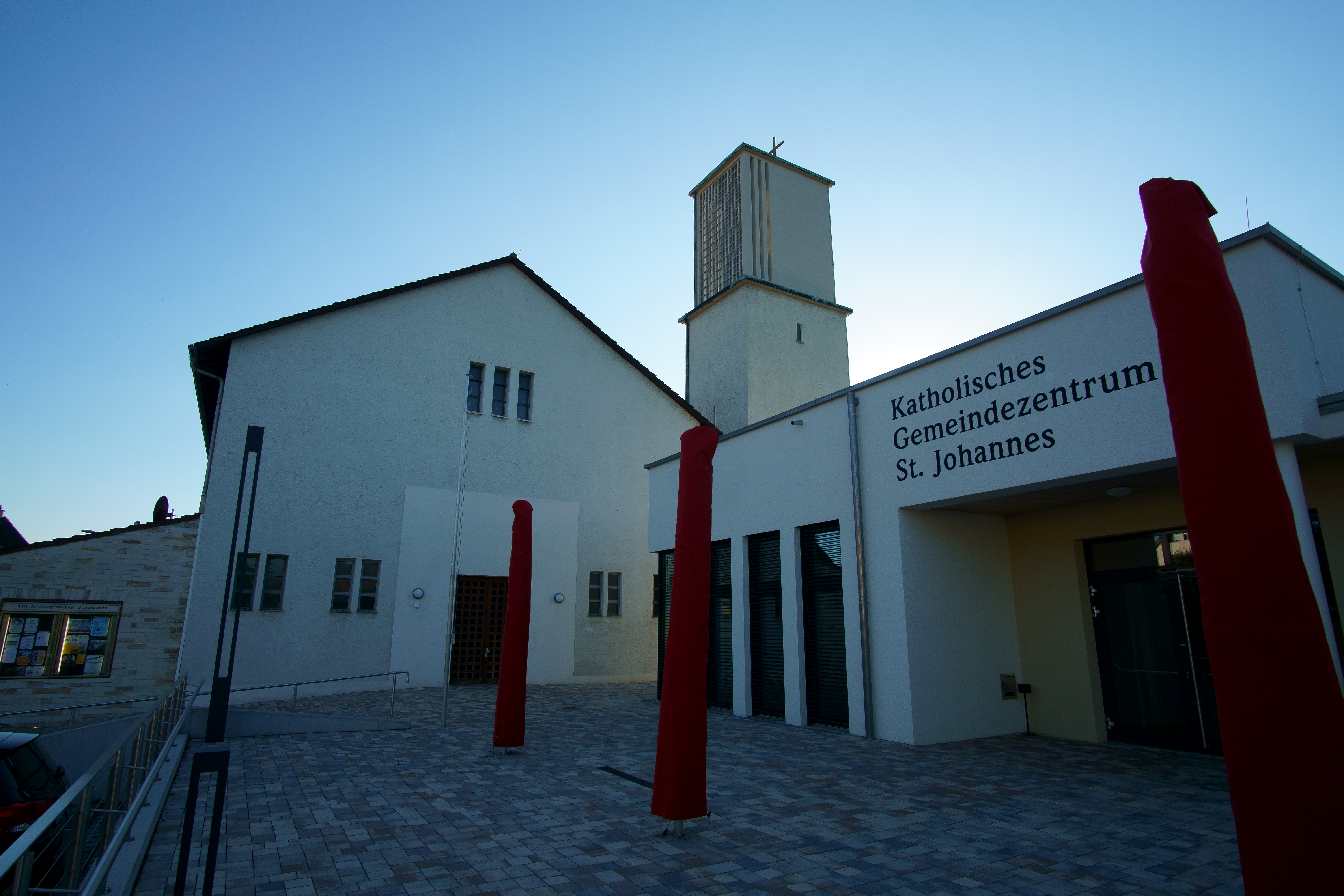
コルンタールのヨハネス教会
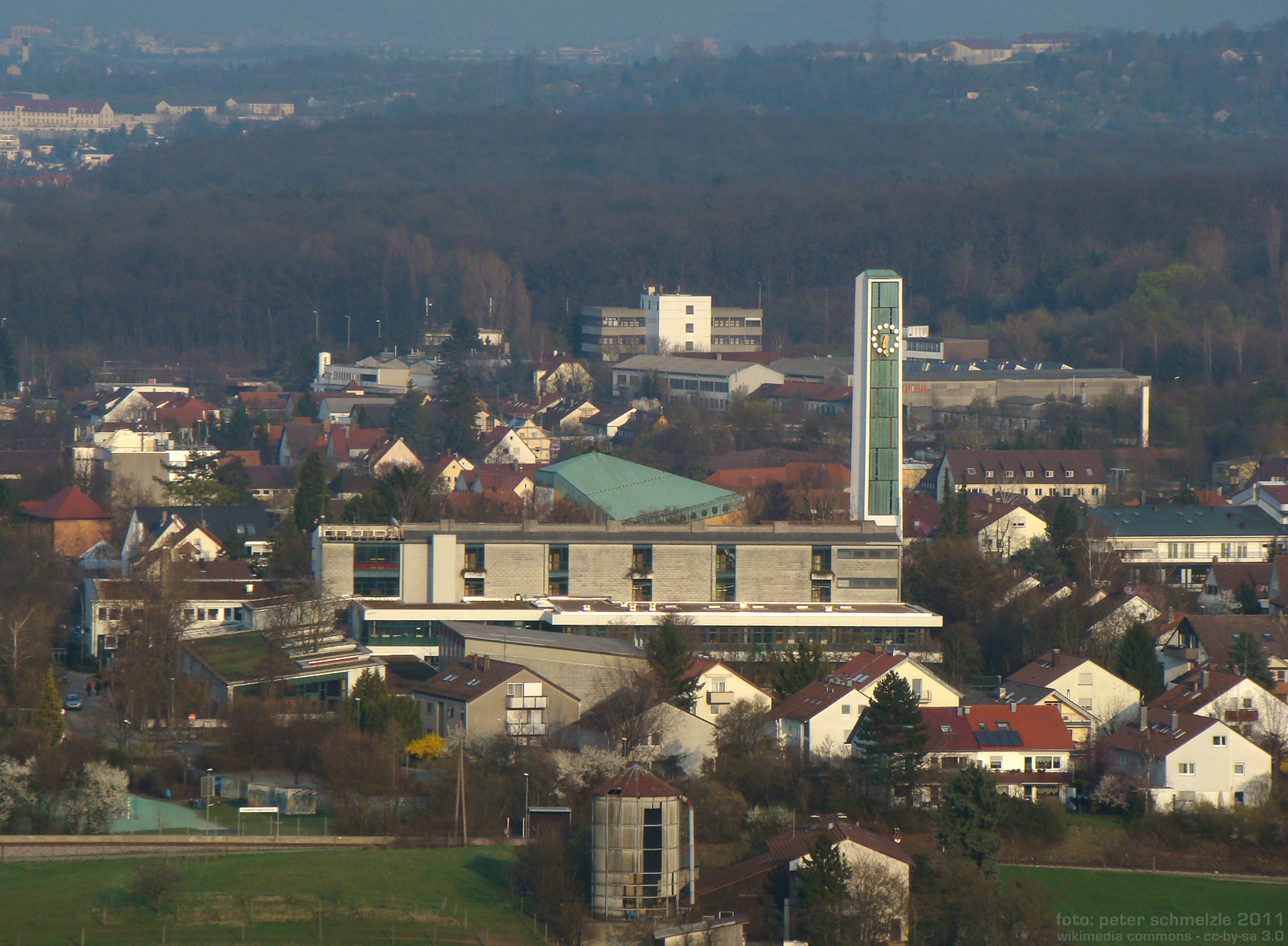
コルンタールのクリストゥス教会
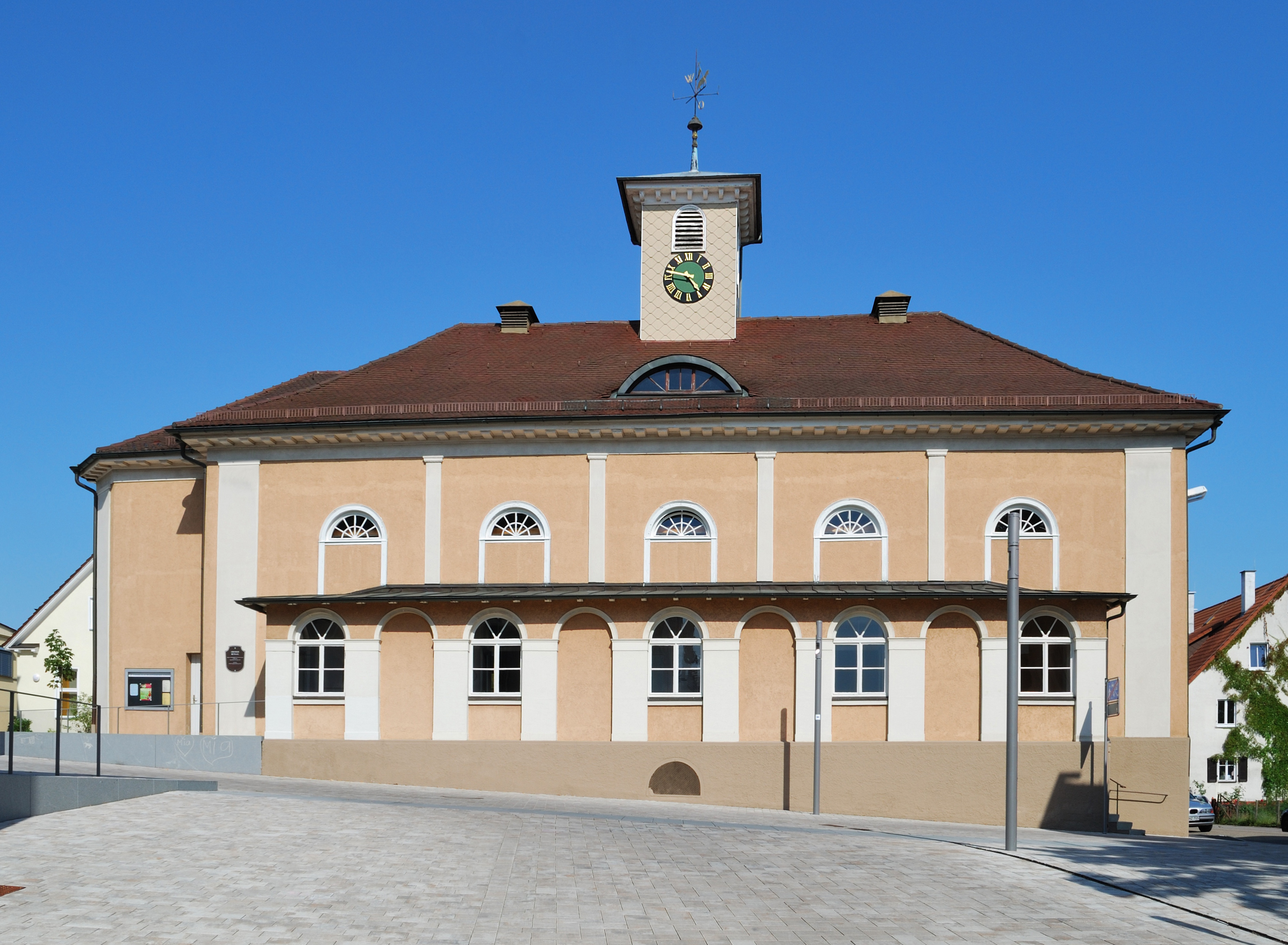
コルンタール兄弟団の大礼拝堂
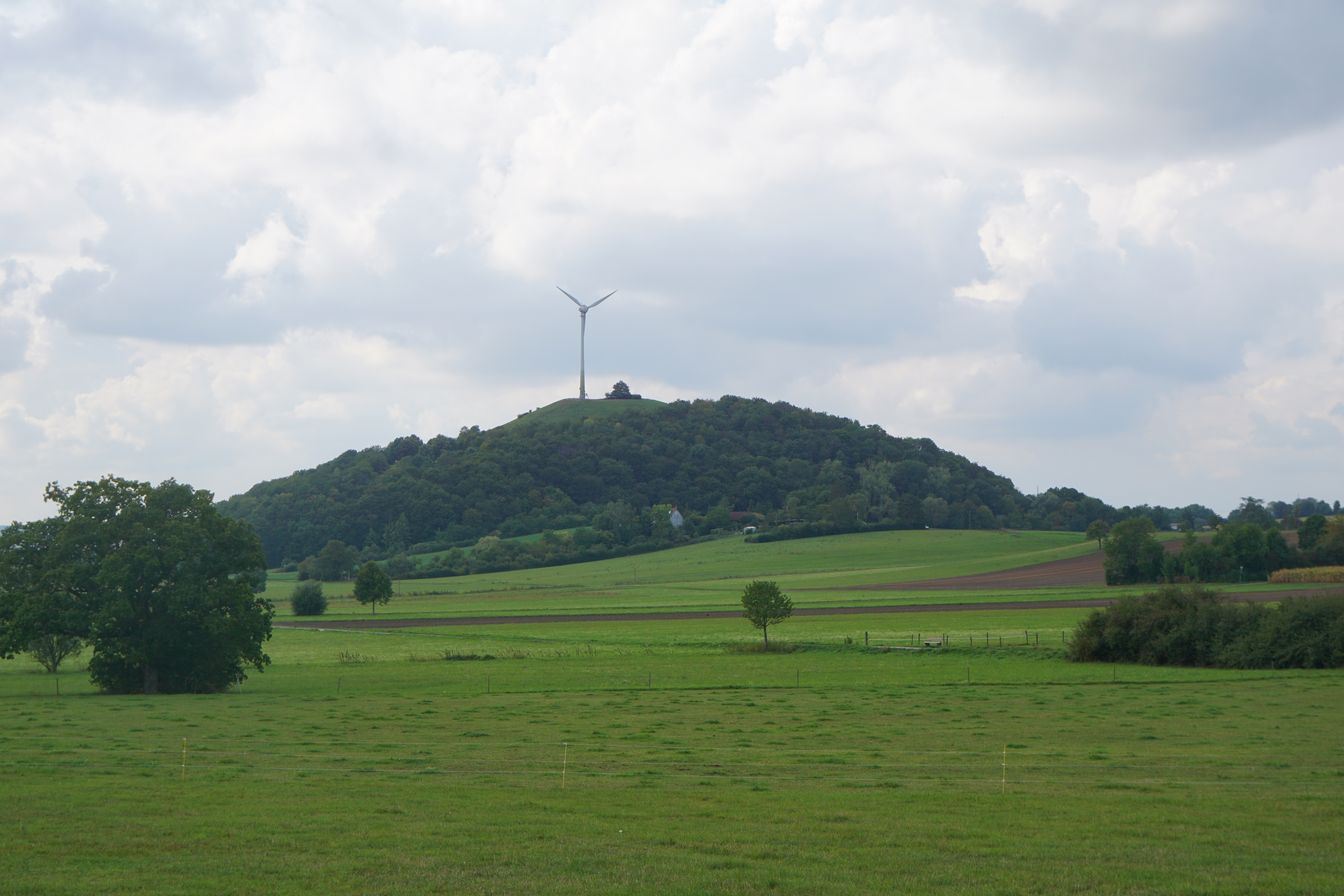
グリューナー・ハイナー

## 人物

### 出身者
- ヨハン・ゲオルク・グメリン（1674年 - 1728年）薬学者、化学者。ミュンヒンゲンで生まれた。
- イルメラ・日地谷・キルシュネライト（1948年 - ）日本学者
- グンター・キルヒバウム（ドイツ語版、英語版）（1964年 - ）政治家

### ゆかりの人物
- ヨハン・ルートヴィヒ・クラプフ（ドイツ語版、英語版）（1810年 - 1881年）敬虔主義宣教師、探検家、言語学者、アフリカ学者。コルンタールで亡くなった。
- マルティン・ヴィンターコルン（1947年 - ）フォルクスワーゲンAGのCEO。2007年から2015年までミュンヒンゲンに住んでいた。